# Alexander Ypsilantis (1792–1828)
Alexander Ypsilantis, Ypsilanti, hay Alexandros Ypsilantis (tiếng Hy Lạp: Αλέξανδρος Υψηλάντης; tiếng Romania: Alexandru Ipsilanti; tiếng Nga: Александр Константинович Ипсиланти; 1792—1828) là một thành viên của gia đình nổi tiếng Phanariotes, Vương công của Các Công quốc vùng Danube, một viên Sĩ quan cao cấp của Kỵ binh Đế quốc Nga trong các cuộc chiến tranh của Napoléon, và là một lãnh tụ của Filiki Eteria - một tổ chức bí mật hoạt động trong những năm tháng đầu của chiến tranh giành độc lập Hy Lạp chống lại Đế quốc Ottoman. Ông thường hay bị nhầm lẫn với người ông cùng tên của mình là Vương công xứ Wallachia và Moldavia vào cuối thế kỷ 18.

## Thuở thiếu thời
Gia đình Ypsilantis bắt nguồn từ các cư dân Pontian thuộc Trabzon. Ông sinh ra vào ngày 12 tháng 12, 1792 tại Constantinopolis, kinh đô của Đế quốc Ottoman, là anh cả trong gia đình ba anh em (hai người còn lại là Nicholas và Demetrios). Cha ông là Constantine Ypsilantis và ông nội là Alexander đều đóng vai trò tích cực trong bộ máy chính quyền của Đế quốc Ottoman và được giáo dục tốt, mỗi người đều làm công việc thông ngôn tại cung đình của Sultan và lãnh chúa của các công quốc vùng Danube.

## Phục vụ trong Quân đội Nga
Khi chiến tranh Nga-Thổ Nhĩ Kỳ bùng nổ vào năm 1805, cha của ông cùng gia đình trôi dạt đến Đế quốc Nga. Cậu con trai trẻ Alexander đã nhận được sự giáo dục kỹ lưỡng, trở nên thành thạo tiếng Nga, Pháp, Đức và Romani. Vào tuổi 15, ông được trình diện tại cung đình Nga, nơi ông nhận được sự bảo trợ của Hoàng hậu Maria Feodorovna.
Vào ngày 12 tháng 4, 1808, ông được cử đi thực thi trong trung đoàn Vệ binh Chevalier danh tiếng dưới cấp bậc cornet. Nhanh chóng thăng tiến trong quân đội, ông được chức trung uý vào ngày 27 tháng 9 năm 1810 and và lên chức Stabs-Rittmeister vào 18 tháng 10 cùng năm. Trong thời gian Pháp xâm chiếm Nga, ông chiến đấu trong trận Klyastitsy và trận Polotsk lần thứ nhất. Được thăng lên làm Rittmeister đầy đủ (Đại uý) vào ngày 20 tháng 2 năm 1813, ông được tham gia vào trận Bautzen. Ngày 6 tháng 7, ông được chuyển sang Trung đoàn Kỵ binh nhẹ Klyastitsy số 6 với chứ vụ Trung tá, và gia nhập vào đơn vị mới trong trận Dresden, nơi mà cánh tay phải của ông bị đứt lìa bởi hoả lực đối phương.
Mặc dù ngay lập tức ông được thăng lên hàm đại tá, nhưng vết thương của trận đánh khiến cho Ypsilantis không thể tham gia vào các chiến dịch. Tuy nhiên, ông đã dự Hội nghị Viên nơi ông trở thành một nhân vật nổi tiếng trong xã hội (xem Auguste Louis Charles La Garde-Chambonas, Souvenirs), và được sự đồng cảm của Nga hoàng Aleksandr I, người đã chỉ định ông làm sĩ quan phụ tá của Nga hoàng vào ngày 1 tháng 1, 1816. Đến cuối năm 1817, vào tuổi 25 ông trở thành Thiếu tướng và chỉ huy Lữ đoàn số 1 Kỵ binh nhẹ thuộc Sư đoàn số 1 Kỵ binh nhẹ.

## Chuẩn bị cho cuộc nổi dậy ở Hy Lạp

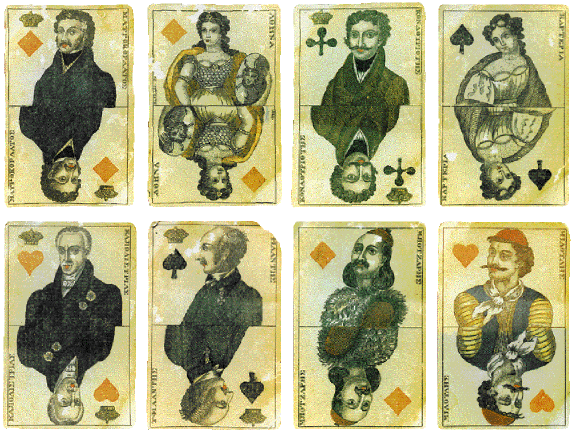
Các lá bài năm 1829 vẽ hình các anh hùng của chiến tranh giành độc lập Hy Lạp với Ypsilantis ở lá Già bích. Viện bảo tàng Lịch sử và Dân tộc học Athens.

Năm 1820, trước sự từ chối Bá tước John Capodistria, và sau là của bộ trưởng đối ngoại Nga về việc chấp nhận làm lãnh đạo của Filiki Eteria, một vị trí sau đó được đề nghị cho Ypsilantis, người sau đó được bầu làm lãnh đạo của tổ chức bí mật này. Sau đó, ông đã tiến hành thông qua và chấp nhận kế hoạch tổ chức chiến tranh giành độc lập Hy Lạp, vốn được sửa lại tháng 5 năm 1820 tại Bucharest, với sự tham gia của các đại uý nổi dậy từ chính quốc Hy Lạp.
Những điểm chính của kế hoạch là:
- trợ giúp các cuộc nổi dậy tự phát của người Serbs và Montenegrins.
- tiến hành nổi dậy ở Wallachia, cũng bằng cách chiêu mộ quân nổi dậy từ các vùng đất Serbia, những người đã kinh qua hai cuộc nổi dậy thứ nhất và thứ hai của người Serbia.
- tiến hình bạo động dân sự tại Istanbul và sử dụng chất đống để để phóng hoả hạm đội Ottoman tại bến cảng của thành phố.
- bắt đầu cách mạng Hy Lạp tại Peloponnese, sau khi Ypsilantis đến đây.

## Chiến dịch ở Moldavia và Wallachia

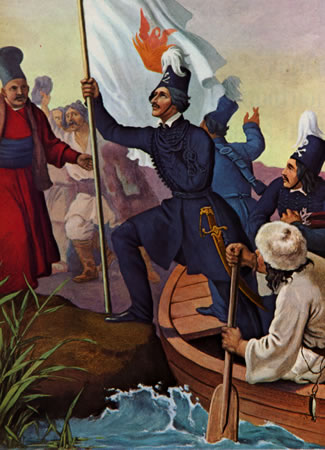
Alexandros Ypsilantis băng qua Pruth bởi Peter von Hess, Benaki Museum, Athens.

Vì thông tin về sự hiện diện và hoạt động của Filiki Eteria không đến được chính quyền Ottoman, Ypsilantis nhanh chóng thúc đẩy sự bùng nổ cách mạng ở Wallachia và trực tiếp tham gia vào sự kiện này. Cách mạng bùng nổ ở các công quốc Danubian đã giúp cho vùng đất này được quyền tự trị dưới ảnh hưởng chung của Nga và Đế quốc Ottoman, đồng thời loại bỏ được các đồn luỹ của Ottoman, trong khi các lãnh đạo địa phương được duy trì một lực lượng vũ trang nhỏ để tự bảo vệ.
Do đó, ngày 22 tháng 2 năm 1821 (O.S.), tháp tùng bởi vài sĩ quan Hy Lạp khác trong quân đội Nga, ông băng qua sông Prut tại Sculeni để đi vào các công quốc. Hai ngày sau, tại Iaşi ông công bố một tuyên cáo, rằng ông có được "sự ủng hộ của một liệt cường" (ám chỉ nước Nga).
Ypsilantis hi vọng rằng một cuộc nổi dậy cuối cùng sẽ dẫn đến sự can thiệp của Nga: do Ottoman sẽ phải xâm lược và đàn áp người nổ dậy, Chính thống giáo Đông phương Nga chắc chắn sẽ can thiệp để bảo vệ đồng minh của họ. Trong việc hi vọng này ông đã không phi lý khi cuối cùng, cuộc nổi dậy của Hy Lạp đã dẫn đến Chiến tranh Nga-Thổ năm 1828 trong đó lính Nga đã hành quân đến khu vực ngoại vi Constantinopolis và buộc Sultan công nhận quyền tự trị của quốc gia Hy Lạp mới. Tuy nhiên vào năm 1821, Nga hoàng Alexandros vẫn là thành viên của Liên minh Thần thánh, và đã nhanh chóng rời xa khỏi Ypsilantis: Bá tước Capodistria tố cáo Ypsilantis đã lạm dụng sự tin cậy của Nga hoàng, tước bỏ quân hàm của ông và yêu cầu ông bỏ vũ khí. Ngay sau đó, Capodistria đã tự mình tước lấy vị trí của ông theo lý do vắng mặt không dứt khoát.
Những bước đi trên đã khuyến khích quân Thổ Nhĩ Kỳ bắt đầu tập hợp một số lượng lớn binh lính đẻ đàn áp cuộc nổi dậy ở Wallachia. Ypsilantis đã đi từ Iaşi đến Bucharest, cố gắng tuyển thêm quân tình nguyện. Kết quả là sau đó Đội thần binh được thành lập, bao gồm những binh sĩ Hy Lạp tình nguyện trẻ tuổi đến từ khắp châu Âu. Ở Bucharest, nơi ông đến được sau vài tuần trì hoãn, ông không nhận ra thực tế rõ ràng rằng không thể dựa vào những chiến binh Pandurs Wallachian để tiếp tục cuộc nổi dậy ở Oltenian nhằm hỗ trợ cho cuộc nổi dậy của Hy Lạp; Ypsilantis không được lãnh đạo Pandur là Tudor Vladimirescu tin tưởng, ông này chỉ là một đồng minh trên danh nghĩa với Eteria. Mục đích khi khởi nghĩa của Vladimirescu là ngăn chặn Scarlat Callimachi không lên ngai vàng ở Bucharest, trong khi vẫn cố gắng duy trì các mối quan hệ với cả Nga và người Ottoman. Ông này sau đó đã nhận được tin người Nga từ bỏ Ypsilantis, điều đó có nghĩa rằng cam kết của ông với Filiki Eteria đã kết thúc, và kết quả là một xung đột nổ ra bên trong trại lính của ông. Cuối cùng, Vladimirescu bị xử tử bởi thành phần ủng hộ Hy Lạp và Eteria.

Cờ Đội thần binh của Ypsilanti.

Trong khi đó, quân Ottoman đã vượt sông Danube với 30.000 binh lính tinh nhuệ, và Ypsilantis thay vì tiến về Brăila, nơi mà người ta cho rằng ông có thể ngăn chặn quân Ottoman đi vào các công quốc và buộc người Nga chấp nhận một việc đã rồi, rút lui và tổ chức lại quân phòng thủ của mình tại một khu vực bán đồi núi gần Iaşi. Theo sau diễn biến một vài trận đánh dẫn tới thất bại của lực lượng Eteria, và cuối cùng là thất bại cuối cùng tại Drăgăşani diễn ra ngày 19 tháng 6.

## Tỵ nạn
Ypsilantis, tháp tùng bởi số đồng đội còn lại, đã rút lui về Râmnic, nơi ông trải qua một vài ngày đàm phán với chính quyền Áo quyền được vượt biên giới. Lo sợ rằng những người đồng đội bị đánh bại sẽ đầu hàng quân Thổ Nhĩ Kỳ, ông tuyên bố rằng nước Áo đã tuyên chuyến với Thổ Nhĩ Kỳ, tạo ra một bài thánh ca Te Deum được hát ở nhà thờ Cozia, và lấy cớ là đang dàn xếp các biện pháp với Tổng tư lệnh Quân đội Áo băng qua biên giới. Nhưng chính sách phản động của Liên minh Thần thánh được thực thi bởi Francis I và Klemens Metternich, và kết quả là Áo từ chối cung cấp nơi tỵ nạn. Ypsilantis bị giam trong bảy năm (từ năm 1823 đến 1827 ở Terezín), cho đến khi ông được phóng thích nhờ sự nài nỉ của Nga hoàng Nikolai I.

## Qua đời

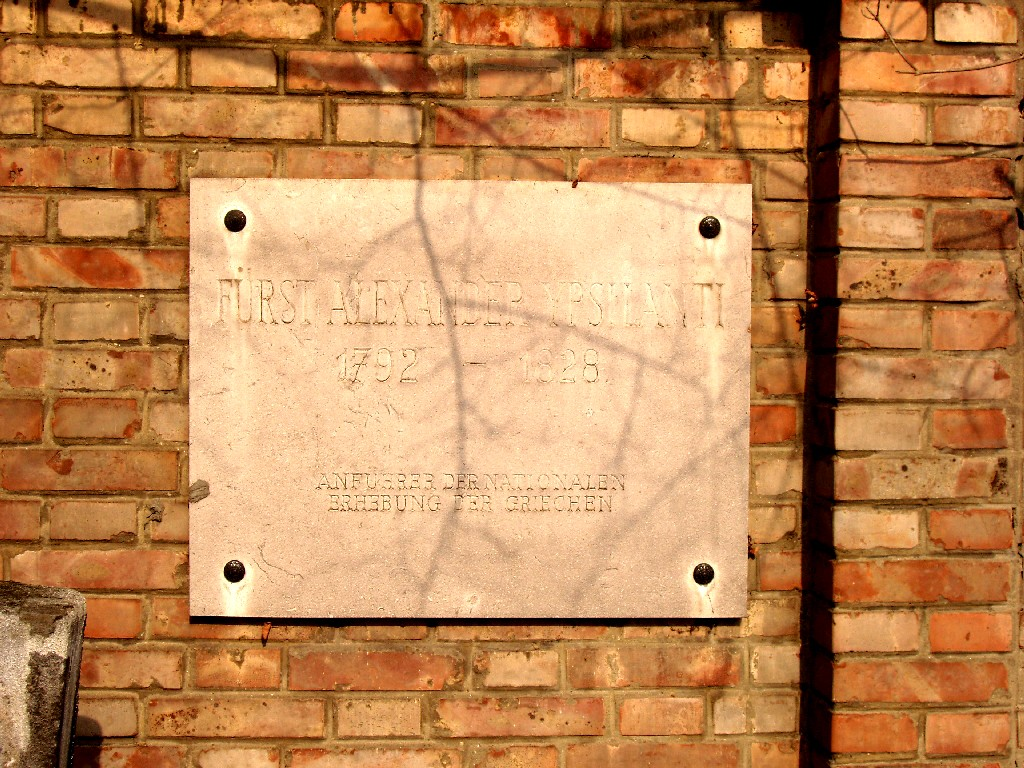
Tấm bảng tưởng niệm tại Nghĩa trang Thánh Marx ở Viên.

Sau khi được phóng thích, ông về hưu ở Viên nơi ông qua đời trong tình cảnh cực kỳ nghèo khổ và bần hàn ngày 31 tháng 1, 1828. Mong ước cuối cùng của ông là tim của ông được lấy khỏi cơ thể và chuyển đến Hy Lạp, điều này đã được Georgios Lassanis thực hiện, và hiện tại trái tim được đặt tại Amalieion ở Athens. 
Các triệu chứng và sự miêu tả về cuộc đời ông gợi ý ông đã bị Loạn trương lực cơ teo (DM). DM là một chứng bệnh di truyền đa hệ thống vốn thu ngắn cuộc đời. (xem Caughey JE. Dystrophia Myotonica and Related Disorders. 1991)
Thân thể của ông ban đầu được chôn cất tại nghĩa trang Thánh Marx, và sau được chuyển sang điền trang Ypsilanti-Sina ở Rappoltenkirchen-Áo bởi các thành viên gia đình vào ngày 18 tháng 2, 1903. Lần chuyển nơi chôn cất cuối cùng diễn ra vào tháng 8 năm 1964, khi ông cuối cùng được đặt tại Nhà thờ Taxiarches ở Pedion tou Areos Athens, Hy Lạp, 136 năm sau khi mất. Ypsilanti Township, Michigan ở Hoa Kỳ được đặt theo tên để vinh danh ông. Sau này thành phố Ypsilanti, nằm bên trong township, được đặt theo tên người em trai của ông là Demetrius.

## Văn học

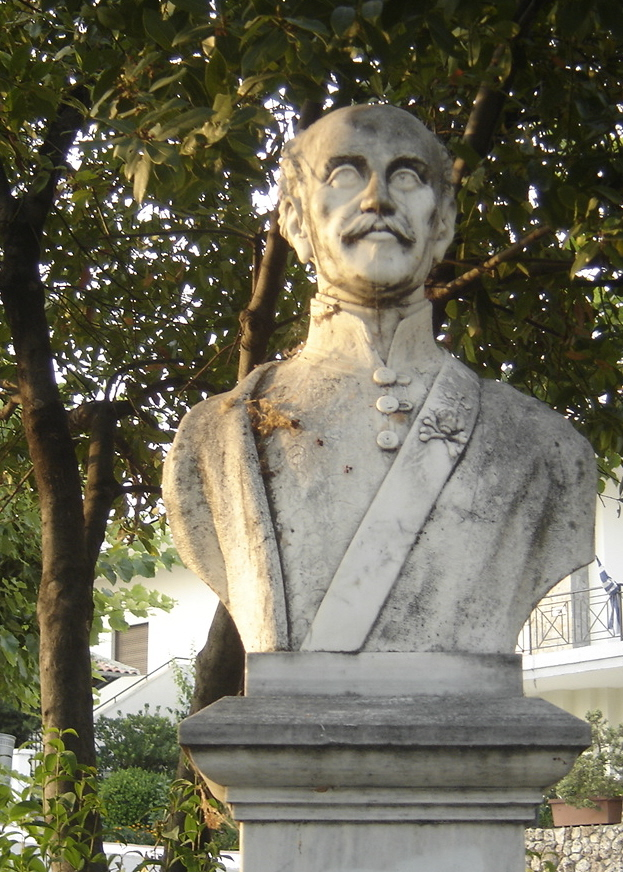
Một tượng bán thân của Alexandros Ypsilantis ở Athens.

Alexander Ypsilantis được đề cập trong văn học Nga bởi Alexander Pushkin trong truyện ngắn The Shot. Nhân vật nam chính trong truyện của Pushkin, Silivio hy sinh trong một chiến dịch của Ypsilantis.